# Episodi
Esdeveniment de característiques específiques que s'enllaça més o menys amb altres que formen un tot o conjunt.
- Part d'una obra narrativa, dramàtica o èpica que s'integra en un conjunt més ampli, però manté, alhora, les característiques pròpies.
- Acció secundària en un poema èpic o dramàtic, en una novel·la, etc.
- Part dialogada de la tragèdia grega entre dos cants corals complets.
- Fragment de caràcter lliure que separa els temes en una composició musical.